# La Isla, Guanajuato
La Isla är en ort i Mexiko.   Den ligger i kommunen Valle de Santiago och delstaten Guanajuato, i den centrala delen av landet, 240 km nordväst om huvudstaden Mexico City. La Isla ligger 1 720 meter över havet och antalet invånare är 552.
Terrängen runt La Isla är en högslätt. Runt La Isla är det ganska tätbefolkat, med 111 invånare per kvadratkilometer. Närmaste större samhälle är Salamanca, 16,2 km nordväst om La Isla. Trakten runt La Isla består till största delen av jordbruksmark.